# Пек (бог)
Пек — бог пекла, а також війни, кривавих бійок, кровопролить та всілякої біди. Син Чорнобога і Мари. Згідно з повір'ям — кровожерний, страхітливий, підступний, нещадний, але лякливий, надто боявся Чура (Щура) — звідси давнє українське прислів'я: «Чур тобі, Пек!» (За Д. Зеленіним).

## У писемних джерелах
Пек згадується у витязі із караїмської хроніки про прибуття з Криму в Галич близько 1243 або 1246 року караїмів і надання їм князем Данилом грамоти, згідно з якою він дарує землі, дозволяє виробництво і вільну торгівлю напоями. Їм побудували будинки навпроти королівського замку, що стояв на горі, на березі річки Лукви, від північного боку замку, де містився мурований храм русинів і де раніше здійснювалося богослужіння Пеку-осині («gdzie stoi murowana boznica tychze, gdzie dawniey odprawiały sluzbę Pek Ossynę»).
На думку Антонія Петрушевича, малася на увазі сучасна йому церква Різдва Христового у Галичі.

## У фольклорі
У Нагуєвичах Дрогобицького повіту казали злому чоловіку, щоб відчепився: «Пек та осина на тебе!»
Володимир Вислоцький фіксує також приказки: «Пек-пеком, нема що їсти», «Пек за пек», «Пек ти осина — ги на тя — пропав бись, не снив бись ся». В якості заклинання від чортів на Галичині у загальному вжитку побутували вислови: «Тьфу! Тьфу! Тьфу! Пек! Пек! Пекъ тобі!». Музикознавець Порфирій Бажаньский 1892 року відзначав: «В Галичині Пек (ти) а до того ще й оссена!».
На Херсонщині мовили: «Цур тобі! Пек тобі!».
Петро Гулак-Артемовський 1819 року писав, звертаючись до редактора часопису «Украинский вестник» Євграфа Филомафитського: «Бодай вони так на світі були, як мене кортіло з ними гризтись: цур їм, пек їм, осина їм, марина!».

## В обрядовості
За даними Григорія Ількевича, на другий день Різдва кожен господар збирав солому й сіно, якими було заслано в хаті під час першого дня свята, виносив на свій город, за ним ішли сім'яни чоловічої статі й там запалювали ту солому. Всі скакали через вогонь і приказували: «Пек, осина, од нас щезай; Сьвіст, сьвіст, у нас пробувай». Згадували часом і божество Перуна. Жіноцтво це теж мало робити, але дослідникові не доводилося цього бачити. Це все називалося: «дідухи палити».
Галицькі письменники говорили про язичництво як про часи, коли «гнали пек-запеком злих духів, а умилостивлювали добрих».

## Атрибути
На думку Каленика Шейковського, Пекові присвячувалася калина, подібно до того, як Плутонові присвячувався кипарис. З часом повір'я про калину узагальнилося в повір'я про дерево взагалі: «Як на могилі росте дерево, душі лекше».

## Паралелі в інших міфологіях
Каленик Шейковський звав Пека «південноруським Плутоном» і відзначав його схожість із литовським Поклусом, якого звали також Поколе, Пікол і Праґартіс від pragarta 'пекло'.
Порфирій Бажанський намагався пов'язати Пека з хорватським (морлакським) божеством Піком.

## У мистецтві

### У літературі
- Пек фігурує в епічній поемі Василя Пачовського «Князь Лаборець» (1923)[13]. Саме Пек вирвав з рук Лаборця подарований Дажбогом чарівний перстень-огнецвіт, камінь всезнання, що дає можливість людям зрівнятися з богами:

Хмара бісів збігла з ліса
Різноликих, стоязиких…
Князь закрив лице рукою –
Луна гомін криків диких:
Хоче світлом вбити тьму,
Чур йому, а пек йому!
Гора Пікуй розвернулась,
Засіяла жаром-блиском –
Вийшов Пек! І зором супа
Глянув, крикнув, скочив з виском,
Вирвав з перста огнецвіт –
Вив зі щастя темний світ.
Скочив Пек на верх і блиснув
Огнецвітом понад миром –
Заклинав всі скарби світа
Чур окрутив скарби виром,
В скали вдарив буролім –
Перун оком верже грім!
То не буря громом грала,
Аж тріщали темні бори –
Розбивали скарби скали,
Аж трусилися всі гори;
Западались в глибінь гір.
Де не вздрить їх людський зір!
Тьма копитна танцювала
В скалах з реготом і глумом –
Перун крикнув — Пек запався,
Залунали гори шумом –
І все щезло — тихо, ша!
Зачарована тиша.
- У примітках до поеми Іллі Тьороха «Сварог» пояснюється, що «під куполом Сірого Світла, відокремленого від нього Смоляними Горами і Чорним (Дігтярним) Потоком, висіло, також перекинутою банею і також духовне і невидиме ЧОРНЕ СВІТЛО або ПЕК, а також ПЕКЛО з твердю-зрубами з Чорної Пітьми замість сонця, що вічно затьмарювало Чорне Світло непроглядною тьмою („темрявою“), і з ПЕКОМ або ПЕКЛОМ у самому низу (верху) бані, де горів вічний пекельний вогонь, в якому плавилися спадаючі зі Зрубних Смоляних Гір скелі»[15].
- У п'єсі Григорія Квітки-Основ'яненко «Сватання на Гончарівці» (а також у однойменному фільмі) Уляна у пісні, яку вона співає Стецьку, використовує фразу «Пек тобі, відчепися!».[16] Також Стецько каже Прокопу фразу «Цур тобі із нею, пек!».[17][18]

В мене думка не така, Щоб пішла я за Стецька.
Стецько стидкий! Стецько бридкий! Цур тобі, не в'яжися! Пек тобі, відчепися! Божевільний!
Не дурна я і не п'яна, Щоб пішла я за Степана. В мене думка не така, Щоб пішла я за Стецька.
Стецько стидкий! Стецько бридкий! Цур тобі, не в'яжися! Пек тобі, відчепися! Божевільний!
Лучче впасти мені з дубу, Чим йти заміж за Кандзюбу.
Стецько стидкий! Стецько бридкий! Цур тобі, не в'яжися! Пек тобі, відчепися! Божевільний!
Лучче мені з мосту в воду, Чим достатися уроду!
Стецько стидкий! Стецько бридкий! Цур тобі, не в'яжися! Пек тобі, відчепися! Божевільний!